# フォトフレーム

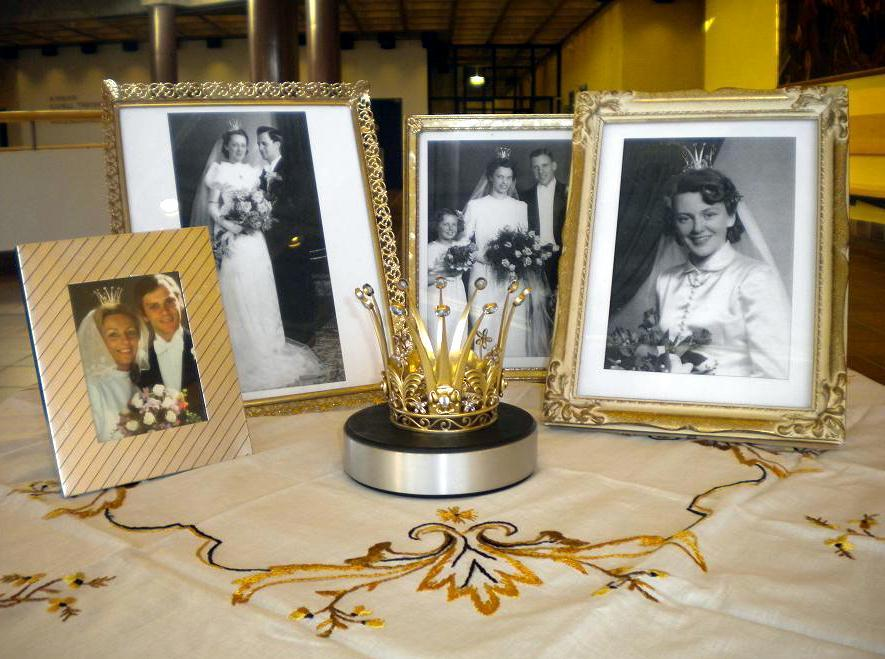
フォトフレーム

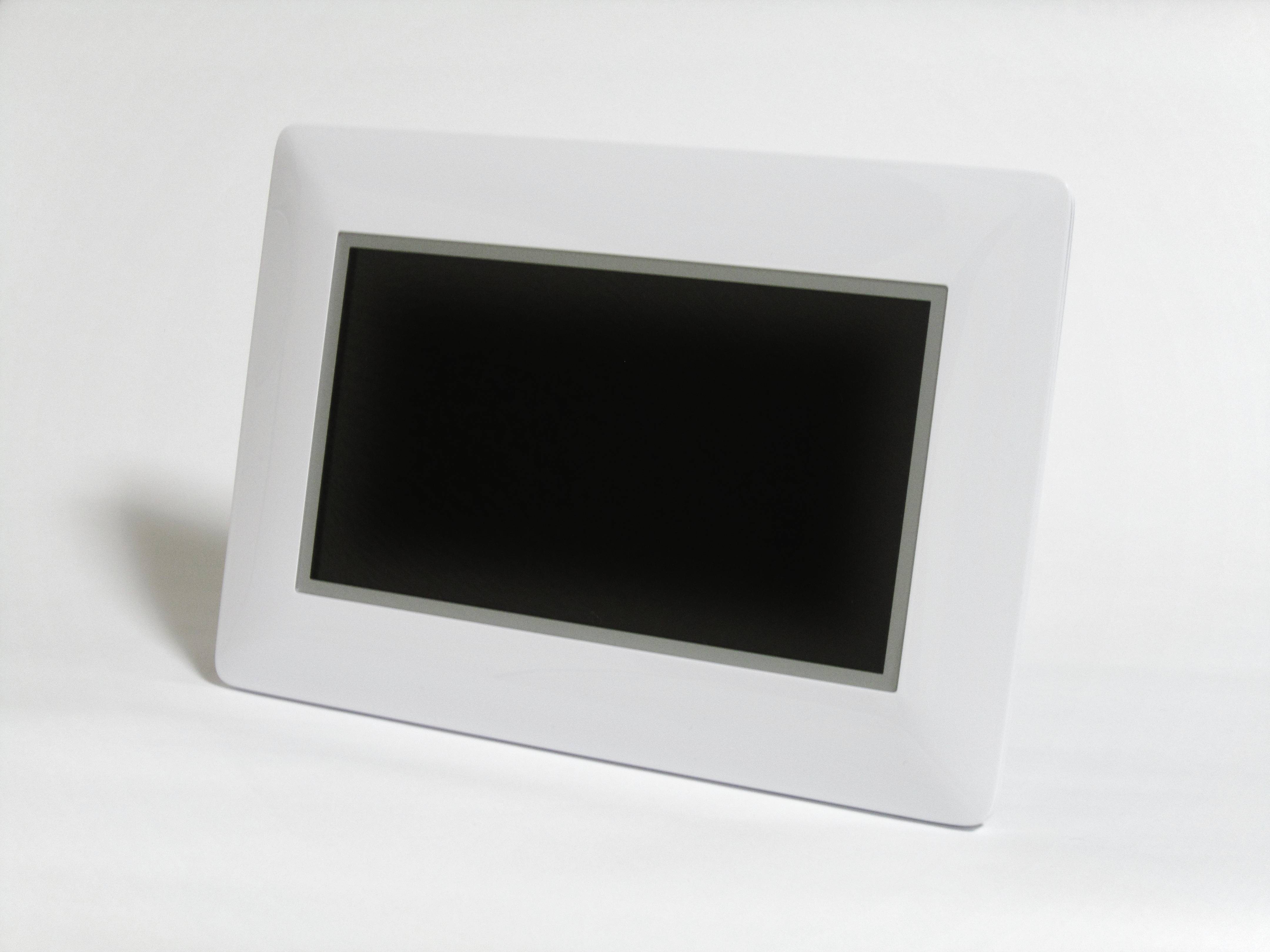
デジタルフォトフレーム

フォトフレーム（Photo frame）とは、印画紙を飾るための額縁である。日本では、一般に印画紙を指して写真と呼ぶため、写真立てとも呼ばれる。

## 概要
フォトフレームはガラスや木材あるいはプラスチックなどでできていることが多い。たいていのものは一般的な印画紙のサイズに合わせて作られており、2枚の板でを挟むことによって写真をフレームに固定させるようになっている。後ろに支えがある卓上型や、吊るして壁にかける壁掛型、また双方の形態で利用できる壁掛・卓上共用のものなどがある。
最近では、デジタル写真の表示に特化した小型のディスプレイがデジタルフォトフレームの名称で発売されている。